# Volkan Babacan
Volkan Babacan (født d. 11. august 1988) er en tyrkisk professionel fodboldspiller, som spiller for Süper Lig-klubben İstanbul Başakşehir og Tyrkiets landshold.

## Klubkarriere

### Fenerbahçe
Babacan begyndte sin karriere hos Fenerbahçe. Babacan havde flere låneaftaler i sin tid i Fenerbahçe, men var hovedsageligt reservemålmand.

### Manisaspor
Babacan skiftede i februar 2012 til Manisaspor.

### İstanbul Başakşehir
Babacan skiftede i 2014 til İstanbul Başakşehir. Han var del af holdet, da de vandt deres første tyrkiske mesterskab i 2019-20 sæsonen.

## Landsholdskarriere

### Ungdomslandshold
Babacan har repræsenteret Tyrkiet på flere ungdomsniveauer.

### Seniorlandshold
Babacan debuterede for Tyrkiets landshold den 13. oktober 2014.
Babacan var del af Tyrkiets trup til EM 2016.

## Titler
Fenerbahçe
- Tyrkisk Supercup: 2 (2007, 2009)

İstanbul Başakşehir
- Süper Lig: 1 (2019-20)